# Àrees de Govern Local de Nigèria
Les Àrees de Govern Local (AGL) de Nigèria, cada àrea del govern local és administrada per un Consell Local de Govern compost per un president que és el Director Administratiu de l'AGL, i altres membres electes que es coneixen com a Consellers.